# Farmington (Michigan)
Farmington é uma cidade localizada no estado americano de Michigan, no Condado de Oakland.

## Demografia
Segundo o censo americano de 2000, a sua população era de 10.423 habitantes.
Em 2006, foi estimada uma população de 9993, um decréscimo de 430 (-4.1%).

## Geografia
De acordo com o United States Census Bureau tem uma área de 6,9 km², dos quais 6,9 km² cobertos por terra e 0,0 km² cobertos por água.

## Localidades na vizinhança
O diagrama seguinte representa as localidades num raio de 12 km ao redor de Farmington.